# William A. Spicer
William Ambrose Spicer (1865-1952) foi pastor, missionário e Presidente da Associação Geral de da Igreja Adventista do Sétimo Dia. 

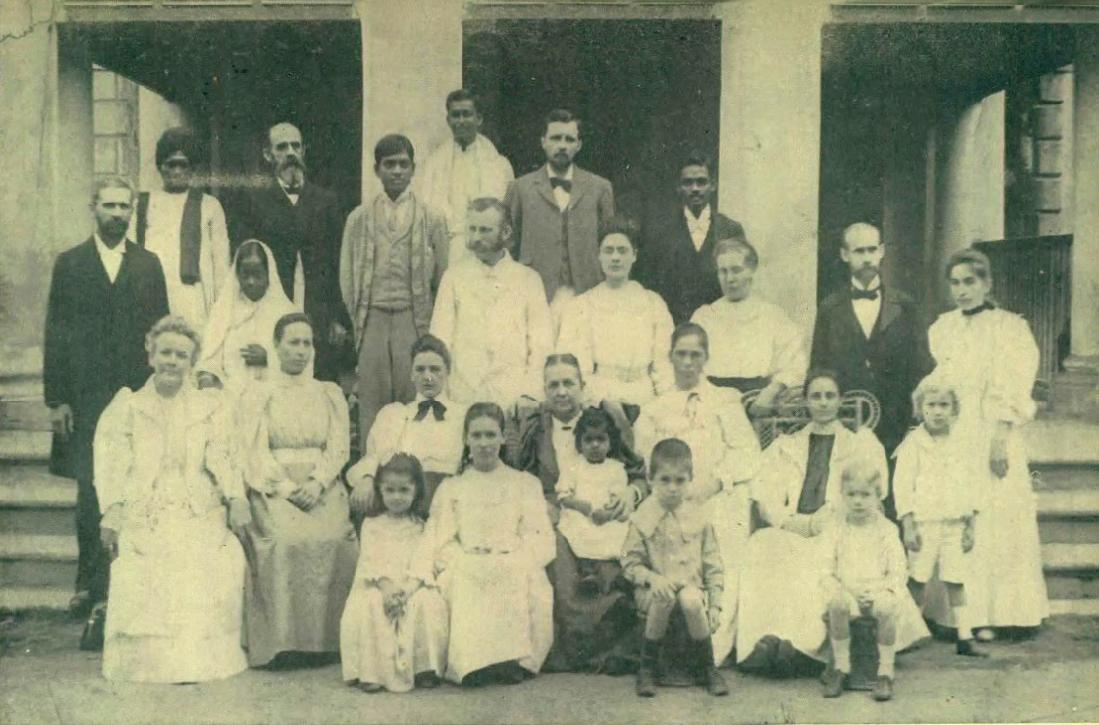
Em 1898, Spicer trabalhou na Índia como editor do Watchman Oriental (Editora Adventista da Índia). (Ele é o segundo da direita na fileira de trás.)

## História
William Ambrose Spicer nasceu 19 de dezembro de 1865 em Freeborn, Minnesota nos Estados Unidos . Spicer serviu a igreja nos Estados Unidos, Inglaterra e Índia. Ele foi secretário da Associação Geral durante a presidência de Arthur Grosvenor Daniells e por sua vez Arthur Grosvenor Daniells foi secretário da Associação Geral durante a presidência de de Spicer. 
Arthur Grosvenor Daniells  e William Ambrose Spicer presidiram a Igreja Adventista nos primeiros 30 anos do século 20. 

### Período de 1887 a 1903
As responsabilidades de Spicer com a igreja durante este tempo incluído sua ajuda a Stephen Nelson Haskell (Stephen Nelson Haskell [1833-1922] foi um evangelista, missionário e editor na Igreja Adventista do Sétimo Dia, que se tornou um dos pioneiros da Igreja no Pacífico Sul) como seu secretário. Aos 22 anos de idade Spicer foi para a Inglaterra. Lá, ele ganhou experiência como editor do The Present Truth assim como ajudando as campanhas evangelísticas desenvolvidas naquele Pais. Em 1892, ele retornou para os Estados Unidos e serviu como secretário da recém-criada: Missão do Conselho dos Negócios Estrangeiros (no ano de1889). Isto deu início a décadas de liderança de Spicer no desenvolvimento da missão da Igreja Adventista do Sétimo Dia. 

### Secretário da Conferência Geral, 1903-1922
Neste periodo Spicer serviu como Secretário da Conferência Geral sende este período da presidência de Arthur Grosvenor Daniells periodo em que também ajudou em questões importantes assim como solucionar situações de crises na Igreja: a disputa confessional entre Arthur Grosvenor Daniells e Kellogg; questões raciais decorrentes; etc.
Spicer e Arthur Grosvenor Daniells deram a igreja uma forte ênfase de missão. Novas oportunidades criadas a reorganização das instituições existentes, assim como a criação de novas. Arthur Grosvenor Daniells e Spicer viram nisso a oportunidades para divulgar a "mensagem" Adventista. 

### Presidente da Conferência Geral, 1922-1930
Com a experiência adquirida como Secretário Spicer foi eleito presidente da Associação Geral da Igreja Adventista do Sétimo Dia,durante a sessão da Conferência Geral no ano de 1922. Ele continuou empenhado na missão da Igreja que levou a uma maior expansão da mensagem adventista em todo o mundo. Ele era conhecido na igreja como um editor entusiasta e autor de sucesso de um pregador influente, proficiente organizador e um missionário apaixonado. 